# Рист, Лийзи
Лийзи Рист (эст. Liisi Rist, род. 25 июня 1991, Табасалу, Харьюмаа) — эстонская шоссейная велогонщица.

## Карьера
Многократная чемпионка Эстонии в групповой и индивидуальной гонках. Несколько раз стартовала на Джиро Розе, женской версии Джиро д’Италии. Участница чемпионатов мира и Европы
В 2015 году приняла участие в Европейских играх проходивших в Баку, где выступала в соревнованиях по шоссейному велоспорту. Сначала в индивидуальной гонке заняла 24-е место уступив 3 минуты Эллен Ван Дейк, а через два дня в групповой гонке заняла 41-е место уступив 13,5 минут Алёне Омелюсик.
В 2017 году впервые приняла участие в чемпионате мира по спортивному ориентированию на велосипедах.

## Достижения
2011
2-я на Чемпионате Эстонии — групповая гонка
2012
2-я на Чемпионате Эстонии — индивидуальная гонка
2-я на Чемпионате Эстонии — групповая гонка
2013
 Чемпионка Эстонии — индивидуальная гонка
 Чемпионка Эстонии — групповая гонка 
2014
 Чемпионка Эстонии — индивидуальная гонка
 Чемпионка Эстонии — групповая гонка
2015
 Чемпионка Эстонии — индивидуальная гонка
2-я на Чемпионате Эстонии — групповая гонка
2016
 Чемпионка Эстонии — индивидуальная гонка
3-я на Dead Sea-Scorpion Pass
2017
 Чемпионка Эстонии — индивидуальная гонка
2018
 Чемпионка Эстонии — индивидуальная гонка
2019
 Чемпионка Эстонии — индивидуальная гонка

## Рейтинги
| Год                 | 2011  | 2012  | 2013  | 2014  | 2015  | 2016  | 2017  | 2018  | 2019  |
| ------------------- | ----- | ----- | ----- | ----- | ----- | ----- | ----- | ----- | ----- |
| Мировой рейтинг UCI | 269-й | 262-й | 137-й | 226-й | 297-й | 151-й | 556-й | 466-й | 650-й |
|                     |       |       |       |       |       |       |       |       |       |
| Источник: UCI       |       |       |       |       |       |       |       |       |       |